# Torre de Belén (Córdoba)
La torre de Belén es una de las torres defensivas de las murallas de Córdoba (España), situada en el barrio de San Basilio. En 1999 sufrió una profunda restauración que le devolvió parte de su aspecto original.

## Descripción
Tiene planta cuadrada de unos 7,4 metros por cada uno de los lados, su acceso se realizaba por dos entradas diferentes. Una puerta exterior al norte, con forma de arco de herradura apuntado, y otra puerta interior al este. En el siglo XV fue reconvertida para albergar en su interior la ermita de Nuestra Señora de Belén.